# Unal
Unal egy falu India Orisza államában, a Boudh körzetben, Harbhanga járásban.

## Lakosság
A faluban a 2008-as népszámlálás adatai szerint 91 háztartás van.
Unalnak 434 lakosa van: 215 férfi és 219 nő.
A falu lakosságának több mint 40 százaléka szerepel az ún. Scheduled Tribe listán,
azaz az érinthetetlenek
kasztjába tartozik.

## Fekvése
Unal Boudh várostól délkeletre, a Mahánadi folyó völgyében fekszik. Tengerszint feletti magassága mintegy 130 méter.

## Közlekedés, elektromos áram
A falu elektromos árammal való ellátását jelenleg (2009) még csak tervezik.
Unal mintegy 15 kilométerre van az NH 224-es főúttól.